# Campionati del mondo di ciclocross 2017
I Campionati del mondo di ciclocross 2017 (en.: 2017 UCI Cyclo-cross World Championships) si svolsero a Bieles, in Lussemburgo, dal 28 al 29 gennaio. Furono 5 le gare in programma, di cui tre maschili (categorie Elite, Under-23 e Juniores) e due femminili (categorie Elite e Under-23).

## Eventi
Sabato 28 gennaio:
- Uomini Junior – 15,55 km
- Donne Under-23 – 15,55 km
- Donne Elite – 15,55 km

Domenica 29 gennaio:
- Uomini Under-23 – 21,63 km
- Uomini Elite – 24,67 km

## Medagliere
| Pos.   | Nazione       | Oro | Argento | Bronzo | Totale |
| ------ | ------------- | --- | ------- | ------ | ------ |
| 1      | Paesi Bassi   | 2   | 2       | 1      | 5      |
| 2      | Belgio        | 2   | 0       | 1      | 3      |
| 3      | Gran Bretagna | 1   | 1       | 2      | 4      |
| 4      | Spagna        | 0   | 1       | 0      | 1      |
| 4      | Stati Uniti   | 0   | 1       | 0      | 1      |
| 6      | Rep. Ceca     | 0   | 0       | 1      | 1      |
| Totale | Totale        | 5   | 5       | 5      | 15     |

## Podi
| Eventi            | Oro                           | Tempo                     | Argento                          | Tempo   | Bronzo                      | Tempo   |
| Uomini            |                               |                           |                                  |         |                             |         |
| Elite dettagli    | Wout Van Aert Belgio          | 1h02'08" Media 23,82 km/h | Mathieu van der Poel Paesi Bassi | a 44"   | Kevin Pauwels Belgio        | a 2'09" |
| Under-23 dettagli | Joris Nieuwenhuis Paesi Bassi | 53'58" Media 24,05 km/h   | Felipe Orts Spagna               | a 1'23" | Sieben Wouters Belgio       | a 1'29" |
| Junior dettagli   | Thomas Pidcock Gran Bretagna  | 41'24" Media 22,54 km/h   | Daniel Tulett Gran Bretagna      | a 35"   | Ben Turner Gran Bretagna    | a 1'00" |
| Donne             |                               |                           |                                  |         |                             |         |
| Elite dettagli    | Sanne Cant Belgio             | 43'06" Media 21,65 km/h   | Marianne Vos Paesi Bassi         | a 1"    | Kateřina Nash Rep. Ceca     | a 21"   |
| Under-23 dettagli | Annemarie Worst Paesi Bassi   | 43'47" Media 21,31 km/h   | Ellen Noble Stati Uniti          | a 10"   | Evie Richards Gran Bretagna | a 26"   |